# Cañamares (Guadalajara)
Der Río Cañamares ist ein ca. 45 km langer von Norden nach Süden fließender Fluss in der Provinz Guadalajara in Zentralspanien; er ist ein Zufluss des Río Henares.

## Verlauf
Der Río Cañamares entsteht aus mehreren Quellbächen im Kastilischen Scheidegebirge südlich des Ortes Miedes de Atienza in der Provinz Guadalajara. Er fließt konstant in südliche Richtungen vorbei an den Orten Pálmaces de Jadraque und Pinilla de Jadraque und mündet schließlich etwa 1 km (Luftlinie) südöstlich des Weilers (pedanía) Castilblanco de Henares auf dem Gebiet der Gemeinde (municipio) Jadraque in den Río Henares.

## Nebenflüsse
Außer einigen Bächen (arroyos) hat der Río Cañamares keine Nebenflüsse.

## Stausee
Der Río Cañamares wird beim Ort Palmaces de Jadraque im Pálmaces-Stausee gestaut.

## Sehenswürdigkeiten
Die romanische Kirche von Pinilla de Jadraque ist die bedeutendste kulturelle Sehenswürdigkeit am Fluss.

## Weblinks

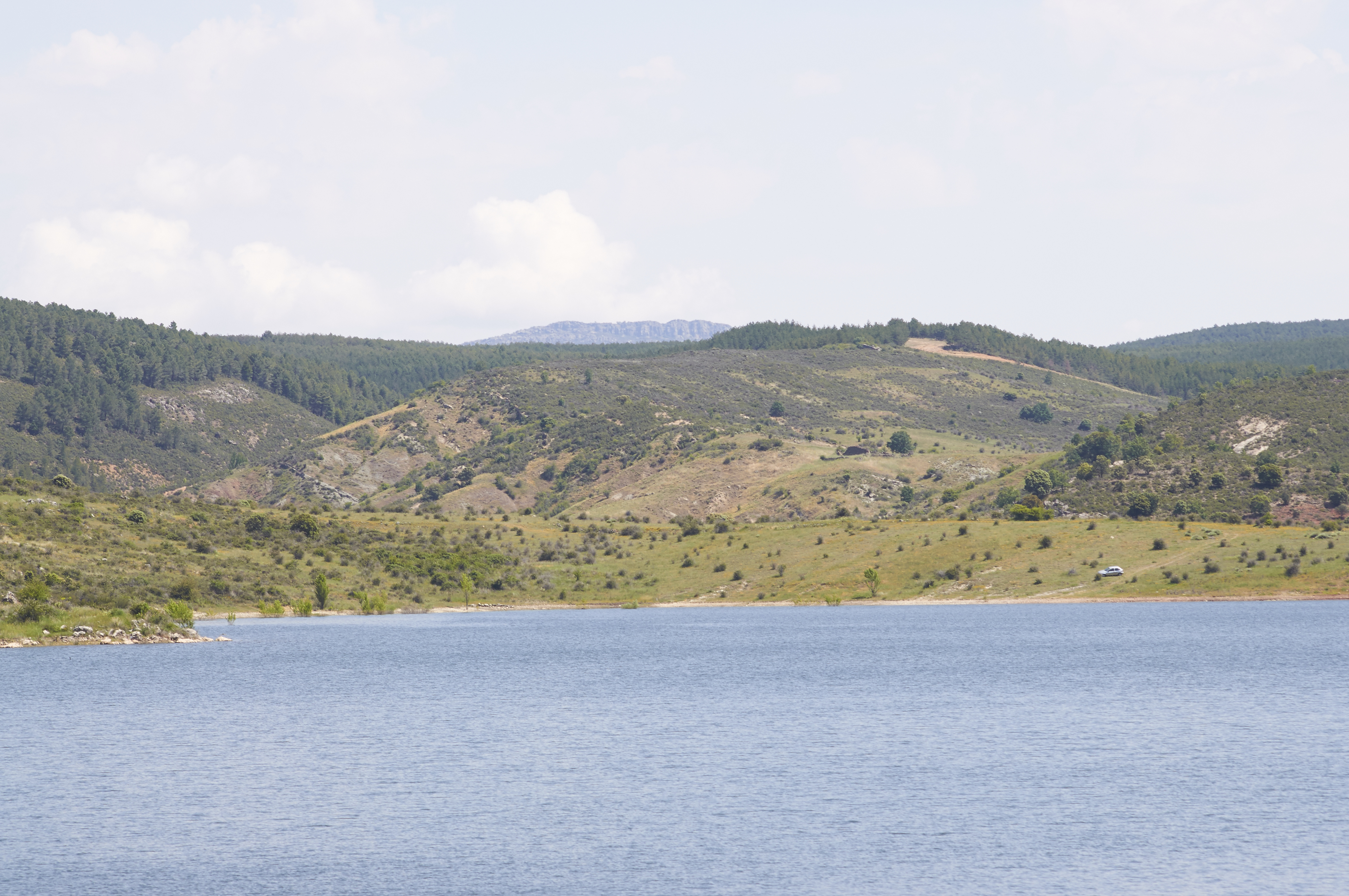
Pálmaces-Stausee